# Sougères-en-Puisaye
Sougères-en-Puisaye is een gemeente in het Franse departement Yonne (regio Bourgogne-Franche-Comté) en telt 315 inwoners (1999). De plaats maakt deel uit van het arrondissement Auxerre.

## Geografie
De oppervlakte van Sougères-en-Puisaye bedraagt 26,3 km², de bevolkingsdichtheid is 12,0 inwoners per km².
De onderstaande kaart toont de ligging van Sougères-en-Puisaye met de belangrijkste infrastructuur en aangrenzende gemeenten.

## Demografie
Onderstaande figuur toont het verloop van het inwonertal (bron: INSEE-tellingen).